# スーパーダッシュステーション 中原麻衣と金田朋子の熱ラジ。
スーパーダッシュステーション 中原麻衣と金田朋子の熱ラジ。（スーパーダッシュステーション なかはらまいとかねだともこのねつラジ。）は、音泉にて配信されていたインターネットラジオ番組。2005年7月5日から9月13日まで隔週毎に配信されていた。パーソナリティは中原麻衣と金田朋子。
※尚、「スーパーダッシュ」は長いため注記の必要がない限りはSDと省略

## 概要
スポンサーはSDステーションの冠スポンサーである集英社の1社
毎週SDの特集がある（以降、下記にテーマのリスト及び熱読、帯oneの勝者）
- 2005年
  1. 01（7.5） 学園はっぴぃセブン （読：中原、帯：両者）
  2. 02（7.19） テイルズ オブ リバース （読：中原、帯：金田）
  3. 03（8.2） 電波的な彼女 （読：金田、帯：中原）
  4. 04（8.16） R.O.D. （読：中原、帯：金田）
  5. 05（8.30） よくわかる現代魔法 （読：中原、帯：中原）
  6. 06（9.13） 銀盤カレイドスコープ （読：中原、帯：金田）

※結局、帯を破棄されなかった週は後にも先にも初回のみ。3勝2敗1引分で金田が勝った。一方「熱読」は4勝2敗で中原が勝った。
- 第4回で金田が「今週を含めてあと3回で終わる」とうっかり漏らしてしまった。
- 第5回にはリスナーからの新コーナーの提案で2人がとちったりすると「なんでやねん」のサンプリングボイスが鳴るシステムを次の回で導入されたが、短期間の放送だったため最終回だけという1回のみの実施になった。
- 第6回（最終回）は海原零（「銀盤カレイドスコープ」原作者）が登場（最初で最後の初のゲスト）。同時に「熱読」、「帯one」の判定も行った。

## コーナー
ふつおた
普通のお便り
なにどく?
「○読。」に当てはめる漢字を募集するコーナー

採用はリスナーが考えた投稿が入っている黄金ボックスから抽選で引かれる
熱読!
SD文庫の話題作を毎回1作品ずつ紹介及びその作品の一部を下読みなしで初見朗読するコーナー。お互い朗読して読み間違いの少ない方が勝ち（集英社が判定）

その後、その作品のキャッチーな本の帯を作るコーナーがあり

中原、金田、どちらの作った帯が作品にマッチしているか、よりキャッチーかをSD文庫の丸宝（まるとみ）編集長が判定し、敗者になった帯は広報の村田がその帯を無情にもシュレッダーにかけられる（これは非常に酷く、勿体無い行為）。
丸宝編集長のありがたい一言と作品に関する締めの言葉を言う。
また、リスナーには熱読（ねつどく）＝熱いシチュエーションの罰ゲームを募集。その罰ゲームはエンディングで演じる。
※編集者選ばれた世界に1枚の帯はリスナーにプレゼントされる